# Paramoera bousfieldi
Paramoera bousfieldi är en kräftdjursart som beskrevs av Staude 1995. Paramoera bousfieldi ingår i släktet Paramoera och familjen Eusiridae. Inga underarter finns listade i Catalogue of Life.